# Kościół Najświętszej Maryi Panny Różańcowej w Brzezinie
Kościół Najświętszej Maryi Panny Różańcowej – rzymskokatolicki kościół parafialny w miejscowości Brzezina w gminie Skarbimierz. Świątynia należy do parafii Najświętszej Maryi Panny Różańcowej w Brzezinie, w dekanacie Brzeg południe, archidiecezji wrocławskiej. Dnia 5 marca 1964 roku, pod numerem 714/64, kościół został wpisany do rejestru zabytków województwa opolskiego.

## Historia kościoła
Gotycki kościół z XIV wieku, wieża została dobudowana w XVI wieku. Od XVI wieku do 1945 roku świątynia należała do ewangelików. W czasie II wojny światowej została spalona. Odbudowano ją w latach 50. XX wieku. Wewnątrz znajdują się ciekawe pod względem historycznym:
- fragmenty XV-wiecznej polichromii przedstawiającej Matkę Boską z Dzieciątkiem i św. Sebastiana,
- drewniany chór z XVIII wieku,
- pozostałości chrzcielnicy kamiennej pochodzącej z XVI wieku[2].